# Chipatá (kommun)
Chipatá är en kommun i Colombia.   Den ligger i departementet Santander, i den centrala delen av landet, 170 km norr om huvudstaden Bogotá. Antalet invånare är 5 151.